# Comuna Kneževi Vinogradi, Osijek-Baranja
Kneževi Vinogradi (sârbă Кнежеви Виногради; maghiară Herczegszöllös) este o comună în cantonul Osijek-Baranja, Croația, având o populație de 4.614 locuitori (2011).

## Demografie
Componența etnică a comunei Kneževi Vinogradi
     Maghiari (38,66%)
     Croați (38,1%)
     Sârbi (17,66%)
     Germani (1,82%)
     Romi (1,15%)
     Necunoscut (1,39%)
     Neclasificat (0,95%)
Componența confesională a comunei Kneževi Vinogradi
     Catolici (60,03%)
     Ortodocși (18,57%)
     Protestanți (14,43%)
     Fără religie și atei (2,34%)
     Necunoscută (3,16%)
     Alte religii (1,45%)
Conform recensământului din 2011, comuna Kneževi Vinogradi avea 4.614 locuitori. Nu există o etnie majoritară, locuitorii fiind maghiari (38,66%), croați (38,1%), sârbi (17,66%), germani (1,82%) și romi (1,15%). Apartenența etnică nu este cunoscută în cazul a 1,39% din locuitori. Din punct de vedere confesional, majoritatea locuitorilor (60,03%) erau catolici, existând și minorități de ortodocși (18,57%), protestanți (14,43%) și persoane fără religie și atei (2,34%). Pentru 3,16% din locuitori nu este cunoscută apartenența confesională.